# Taylor Hinds
Taylor Jasmine Hinds (* 25. April 1999 in Northampton) ist eine englische Fußballspielerin. Sie steht beim FC Arsenal in der FA Women’s Super League unter Vertrag.

## Karriere
Hinds hatte ihr Debüt bei einem 7:0-Sieg von Arsenal gegenüber den London Bees im FA WSL Cup. Sie spielte jedoch kein einziges Ligaspiel.
2018 wechselte sie zu Everton und absolvierte dort in zwei Jahren 24 Ligaspiele. 2020 unterschrieb sie einen Vertrag beim FC Liverpool. Sie ist dort aktuell Vizekapitänin.

## Erfolge
- Women’s Championship 2022.[3]